# Patološki oblici disanja
Patološki oblici disanja su narušeni oblici spontanih, ritmičkih mehanički procesa u plućima, u toku kojih je narušeno i kretanja gasova iz atmosfere u pluća i obratno. Bolesti pluća izazivaju patološke oblike disanja zbog smetnji ventilacije, restrikcije (mala rastegljivost pluća i/ili grudnog koša), ili opstrukcije (povećan otpor protoku vazduha kroz disajne puteve). Kod srčanih bolesnika patološki oblici disanja su posledica povišenog plućnog kapilarnog pritiska; prvo tokom fizičkog napora, a potom i u mirovanju. Kod uznapredovalog stepena zastoja srca javljaju se ortopneja (dispneja u ležećem položaju) i noćna dispneja, koja budi bolesnika iza sna. Patološki oblici disanja mogu nastati i u drugim bolestima (anemija, hronična bubrežna bolest). Psihogen patološki oblici disanja javlja se u anksioznoj neurozi i najčešće se manifestuju ubrzanim disanjem (hiperventilacija).

## Patološki oblici
| Oblik disanja          | Karakteristike |
| ---------------------- | --- |
| Hiperpneja             | - Ubrzano i duboko disanja, koje se karakteriše većim protokom vazduha kroz alveole pluća. - Javlja se u uslovima uvećanih metaboličkih potreba tkiva (npr u toku fizičkog naprezanja), ili nakon različitim uzrocima izazvanog nedostatka kiseonika (hipoksija), u udahnutom vazduhu, npr. u toku boravka na visini, trovanja, anemije. - Za razliku od tahipneje u toku koje je disanje ubrzano i plitko, kod hiperpneje disanje je ubrzano i produbljeno.                      |
| Ortopneja              | - Oblik disanja koje je moguće samo u uspravnom položaju tela. - Jedan je od najtežih oblika otežanog disanja,koji je veoma čest npr. kod astme, kada bolesnik sa ovom bolešću uopšte ne može da diše u ležećem položaju. |
| Platipneja             | - Označava kratkoću daha tokom disanja, koje se pogoršava uspravnom (stojećem ili sedećem) položaju, a poboljšava tokom ležanja na ravnoj podlozi (bez uzglavlja). - Ova vrsta kratkoća daha, koja nastaje tokom ležanja na leđima suprotna je od ortopneje koja se javlja tokom ležanja a poboljšava tokom stajanja i sedenja. |
| Astmatično disanje     | - Ekspirijum je veoma otežan i produžen |
| Kusmaulovo disanje     | - Izrazito teško, duboko disanje, pacijent se koristi pomoćnom dišnom muskulaturom |
| Čejn-Stouksovo disanje | - U početku je oslabljeno, postupno postaje sve dublje i dublje, te dolazi do razmjerno dugotrajnog prestanka disanja (15-40 s), te se sve ponavlja. - Najčešći uzrok ovog tipa disanja je srčana slabost, povećanje zapremine levog srca ili zbog smanjenja funkcionalnog rezidualnog kapaciteta pluća zbog plućne kongestije i edema. |
| Biotovo disanje        | - Nepravilno disanje po ritmu, frekvenciji i dubini. - Najčešće su prisutne apneje koje se smjenjuju s nekoliko plitkih i nepravilnih udaha. - Javlja kod teških destruktivnih procesa na mozgu, u onim stanjima koja su praćena povećanim intrakranijalnim pritiskom. - Karakterišu ga nekoliko respiracija posle kojih dolazi do prestanka disanja, odnosno javljaju se periodi apneje, koja može da traje i do 10-30 sekundi. - Ukazuje na veoma oštećenu moždanu cirkulaciju. |
| Agonalno disanje       | - Nepravilno, usporeno disanje sa manje-više dubokim disajnim ciklusima. - Javlja se kod umirućih bolesnika ili tokom kardiopulmonalne reanimacije. |

## Normalne i patološke karakteristike disanja
| Znaci       | Normalno                                                            | Patološko                                                                                       |
| ----------- | ------------------------------------------------------------------- | ----------------------------------------------------------------------------------------------- |
| Frekvencija | 12-20/min                                                           | Bradipneja, tahipneja, apneja                                                                   |
| Ritam       | Ujednačen                                                           | Izrazito nepravilan                                                                             |
| Dubina      | Ujednačena                                                          | Površno, produbljeno                                                                            |
| Zvukovi     | Tiho                                                                | Svira, stridor, hropci                                                                          |
| Bol         | Bezbolno                                                            | Bol tokom udaha                                                                                 |
| Napor       | Bez napora, za disanje je potrebno 2-4% ukupne energetske potrošnje | Subjektivno teško, aktivan udah i izdah, za disanje potrebno do 30% ukupne energetske potrošnje |
| Dispneja    | Fiziološka (pri naporu)                                             | Neadekvatno naporu                                                                              |

## Literatura
- Tortora, Gerard J.; Anagnostakos, Nicholas P. (1987). Principles of anatomy and physiology (Fifth изд.). New York: Harper & Row, Publishers. стр. 556–557,570–572. ISBN 978-0-06-350729-6.
- Patton, Kevin T.; Thibodeau, Gary A. (2009). Anatomy & Physiology (7th изд.). Mosby. ISBN 978-0-323-05532-1.
- Raven, Peter; Johnson, George; Mason, Kenneth; Losos, Jonathan; Singer, Susan (2007). „The capture of oxygen: Respiration”. Biology (8th изд.). McGraw-Hill Science/Engineering/Math. ISBN 978-0-07-322739-9.
- Patton, Kevin T.; Thibodeau, Gary A. (2009). Anatomy & Physiology (7. изд.). Mosby. ISBN 978-0-323-05532-1.
- Raven, Peter; Johnson, George; Mason, Kenneth; Losos, Jonathan; Singer, Susan (2007). „The capture of oxygen: Respiration”. Biology (8 изд.). McGraw-Hill Science/Engineering/Math. ISBN 978-0-07-322739-9.
- Parkes, M. (2006). „Breath-holding and its breakpoint”. Exp Physiol. 91 (1): 1—15. PMID 16272264. S2CID 2660516. doi:10.1113/expphysiol.2005.031625. Full text

## Spoljašnje veze
|  | Molimo Vas, obratite pažnju na važno upozorenje u vezi sa temama iz oblasti medicine (zdravlja). |